# Renault Scénic I
Le Renault Scénic I, (Projet J64) appelé à sa première phase Mégane Scénic, est la première génération de monospace compact du constructeur automobile français Renault. Il est commercialisé en Europe du 24 septembre 1996 au 6 juin 2003, et sa carrière en Amérique latine se poursuit jusqu'en 2010. 
Bien que précédé sur le segment par Mitsubishi, le Scénic est le premier monospace compact à connaître le succès en Europe.
Malgré des prix plus élevés que la berline, le succès est immédiat et dépasse les prévisions du constructeur, qui est obligé d'augmenter sa capacité de production. Le Mégane Scénic permet à Renault de se sortir d'une période de crise financière. Nommée Voiture européenne de l'année 1997, le Scénic I sera vendu à plus de 2 millions d'exemplaires.

## Contexte et développement
Bien que devancée par la Fiat 600 Multipla (1956), la Mitsubishi Space Wagon (1983) et la Space Runner (1991), la Renault Mégane Scénic est, par le succès immédiat et impressionnant qu'elle rencontre, considérée en Europe comme le premier véhicule de la catégorie des monospaces compacts. Il est nettement plus petit que son grand-frère, le Renault Espace, à l'origine du concept de monospace.

En 1991, le Renault Mégane Scénic est dévoilée sous la forme de concept car, le Renault S.C.E.N.I.C. (Safety Concept Embodied in a New Innovative Car), présenté au salon automobile de Francfort dont le design est censé évoquer une « invitation au voyage »,. Désigné comme l'automobile familiale du XXIe siècle, une voiture « pour la vie et à vivre », elle présente de nombreuses innovations technologiques reprises plus tard par des modèles Renault de série : utilisation optimisée de matières recyclables, ABS couplé à une transmission automatique, etc. 

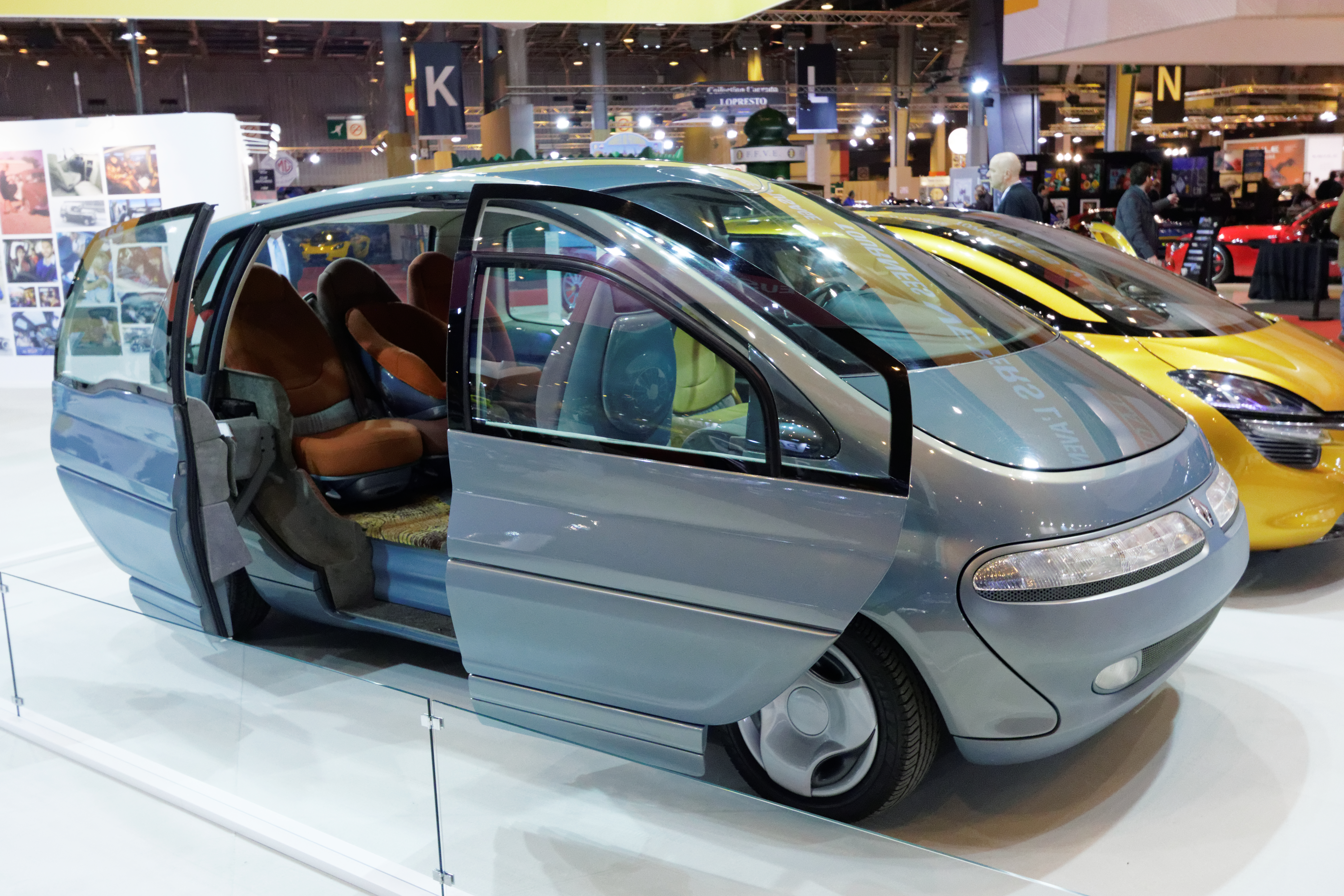
Renault S.C.E.N.I.C.
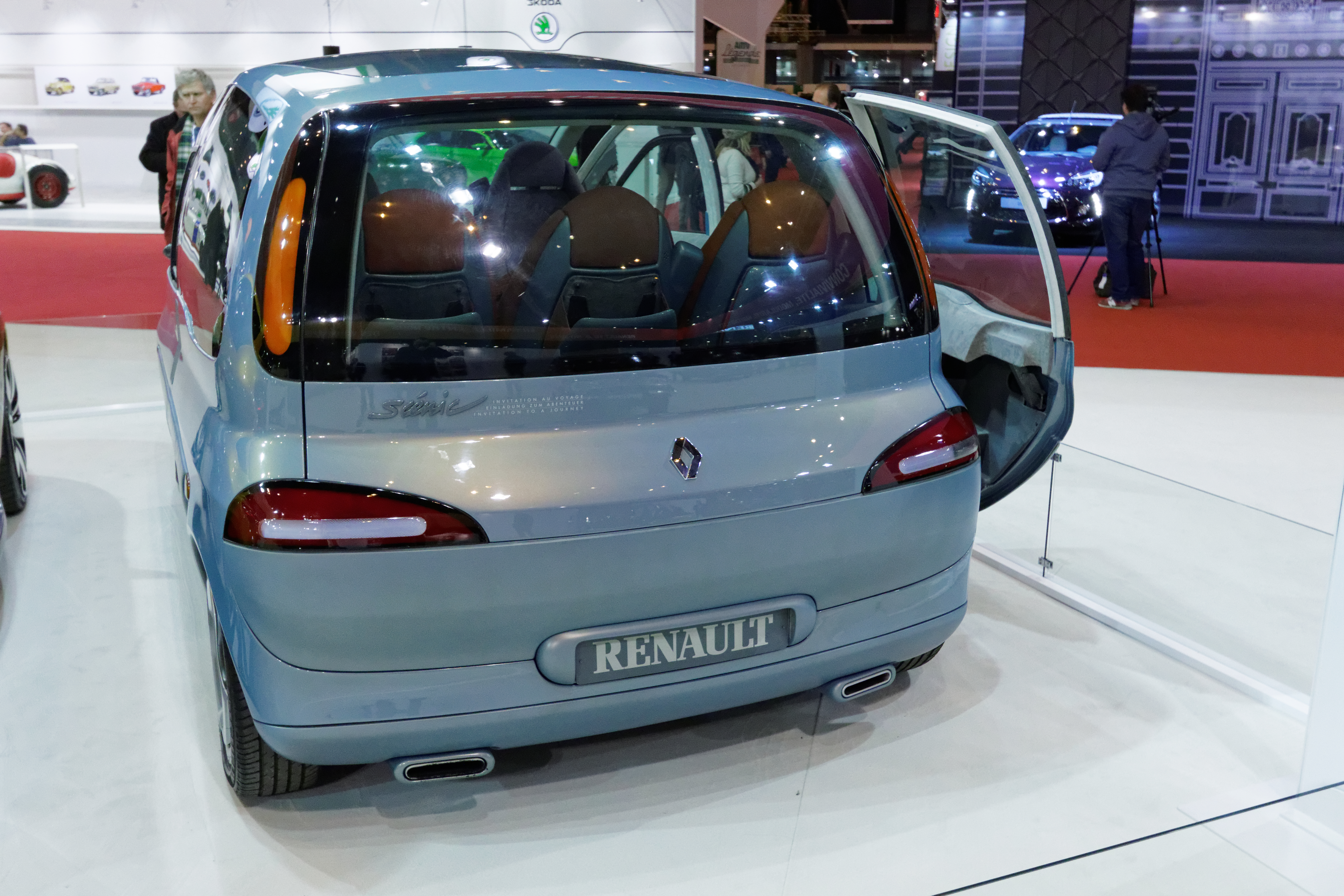
Renault S.C.E.N.I.C.
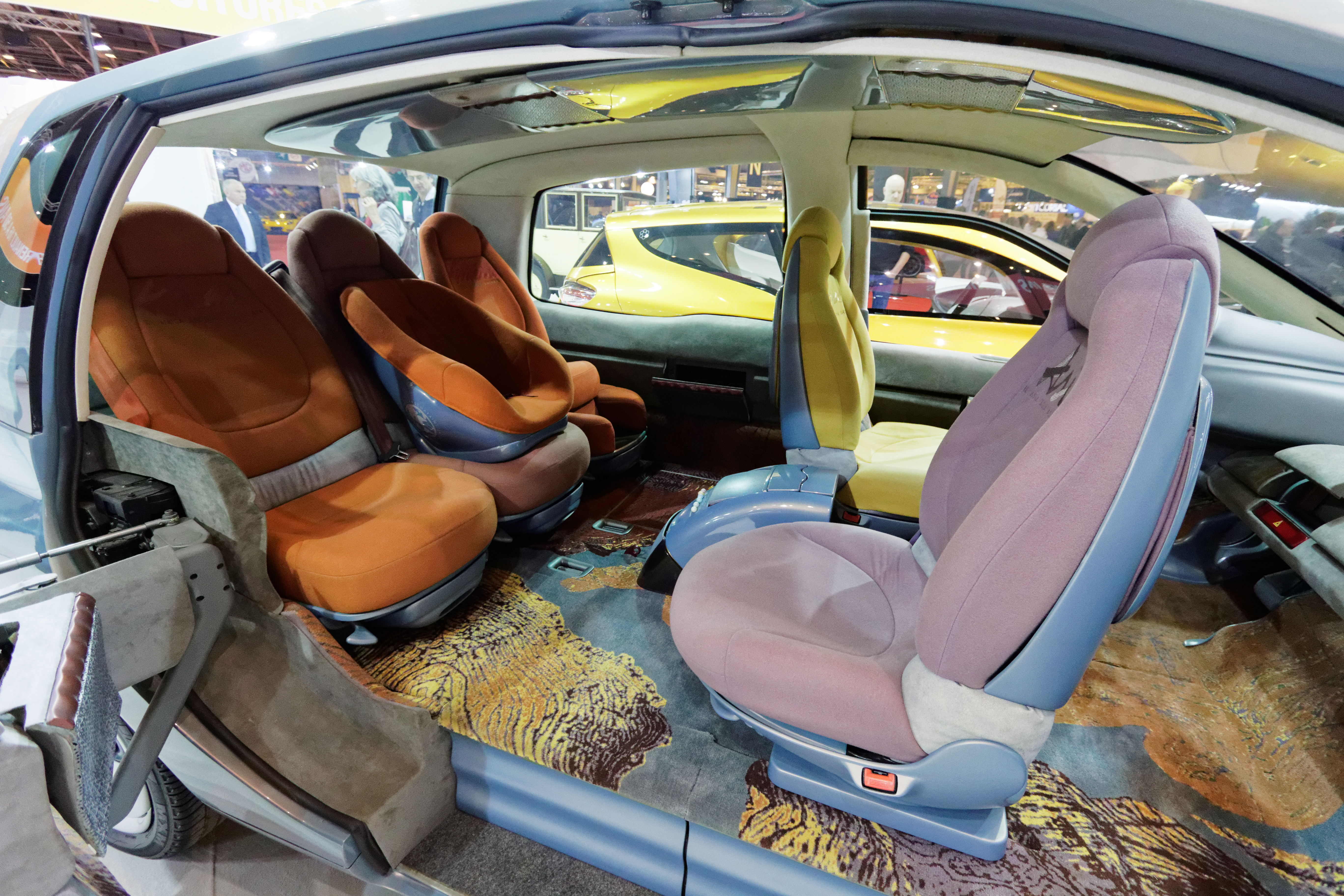
Renault S.C.E.N.I.C.

Lancé en 1996, le modèle de série s'appelle Renault Mégane Scénic et dérivé comme son nom l'indique de la Renault Mégane de première génération. Du concept car, il conserve la philosophie et les sièges arrière indépendants, mais pas les portes latérales coulissantes.
Le véhicule connait un succès d'une ampleur que Renault n'avait pas anticipé, puisque 1 800 unités sont fabriquées par jour alors que les prévisions initiales étaient de 300 véhicules quotidiens.

## Design

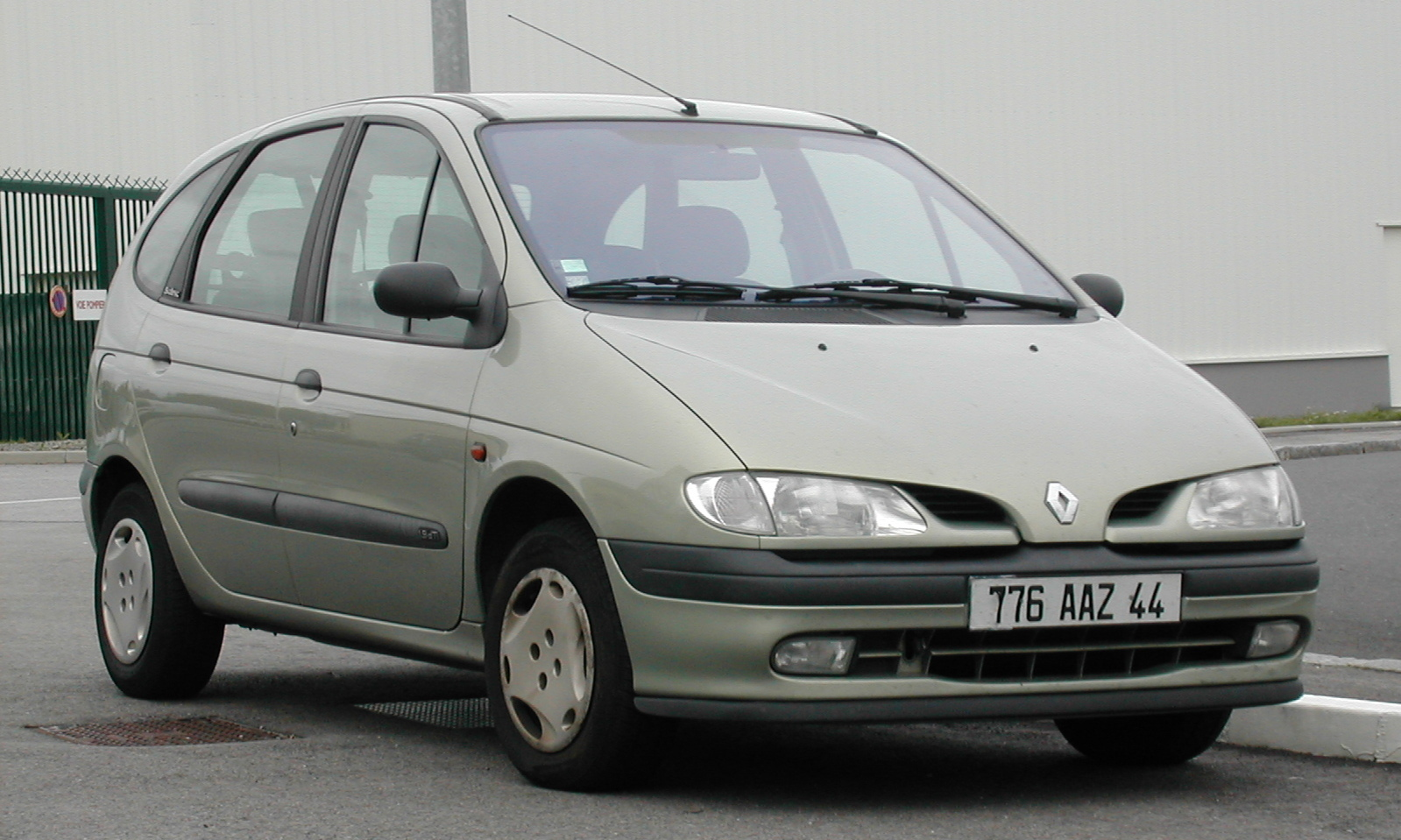
Renault Scénic I phase 1.

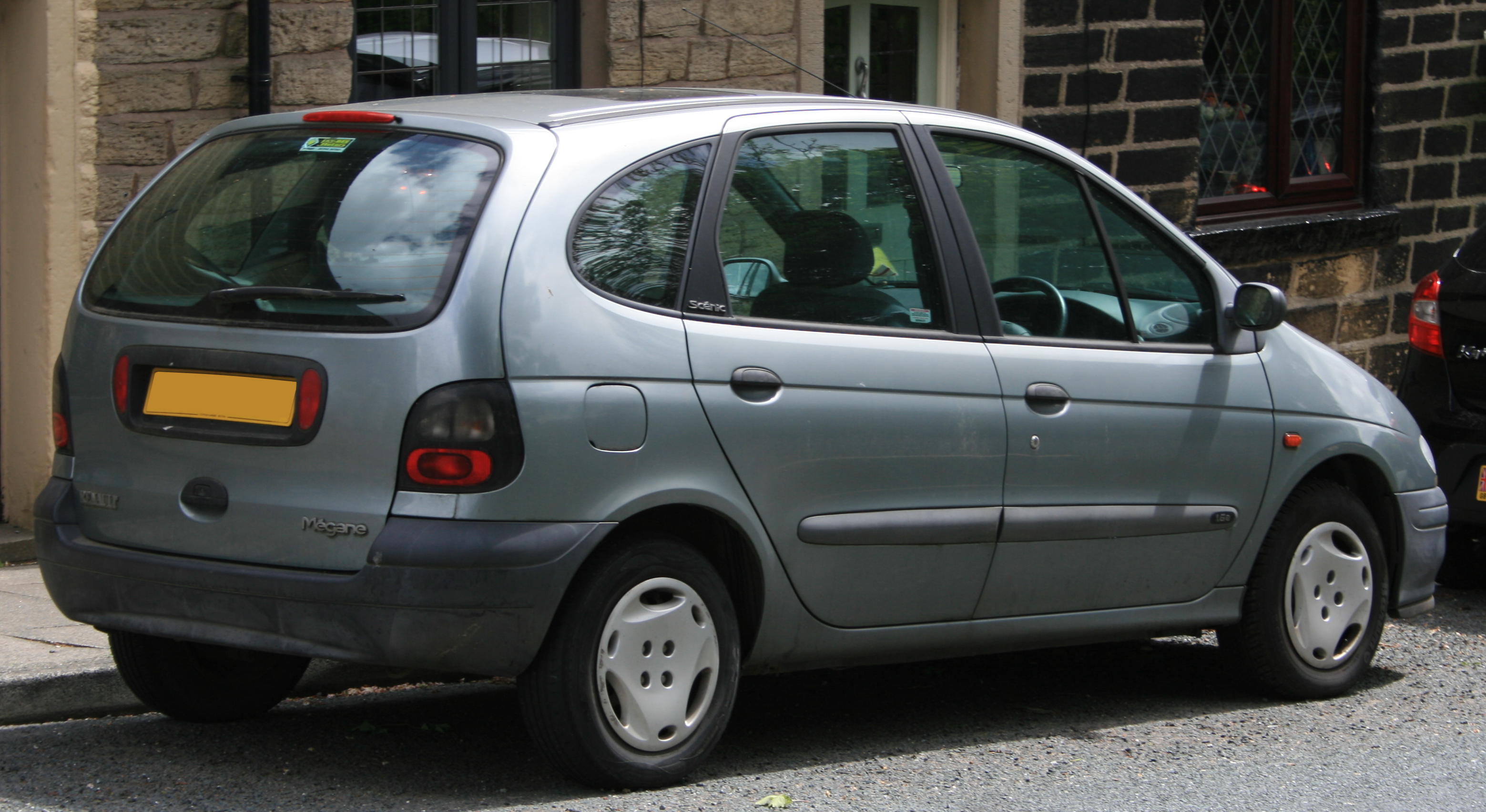
Renault Scénic I phase 1.

Apparu en 1996 avec un design « bonhomme » tout en rondeur, le Mégane Scénic est restylé en 1999 afin de lui donner un aspect plus moderne, grâce notamment à une calandre modifiée et de nouvelles optiques. Il est alors rebaptisé Renault Scénic.

## Habitabilité et confort
Conçu dans l'optique de séduire les familles, l'habitabilité du Mégane Scénic I est indéniablement son point fort. Les trois places arrière sont indépendantes et offrent à ses occupants des tablettes repas au dos des sièges avant ainsi que des rangements sous le plancher.
Le coffre du Mégane Scénic est particulièrement bien conçu grâce à un espace cubique et volumineux. Néanmoins, le Mégane Scénic est un monospace compact et non un monospace si bien que ce volume est inférieur à celui du Renault Espace ou du Peugeot 806.

## Châssis, structure et comportement

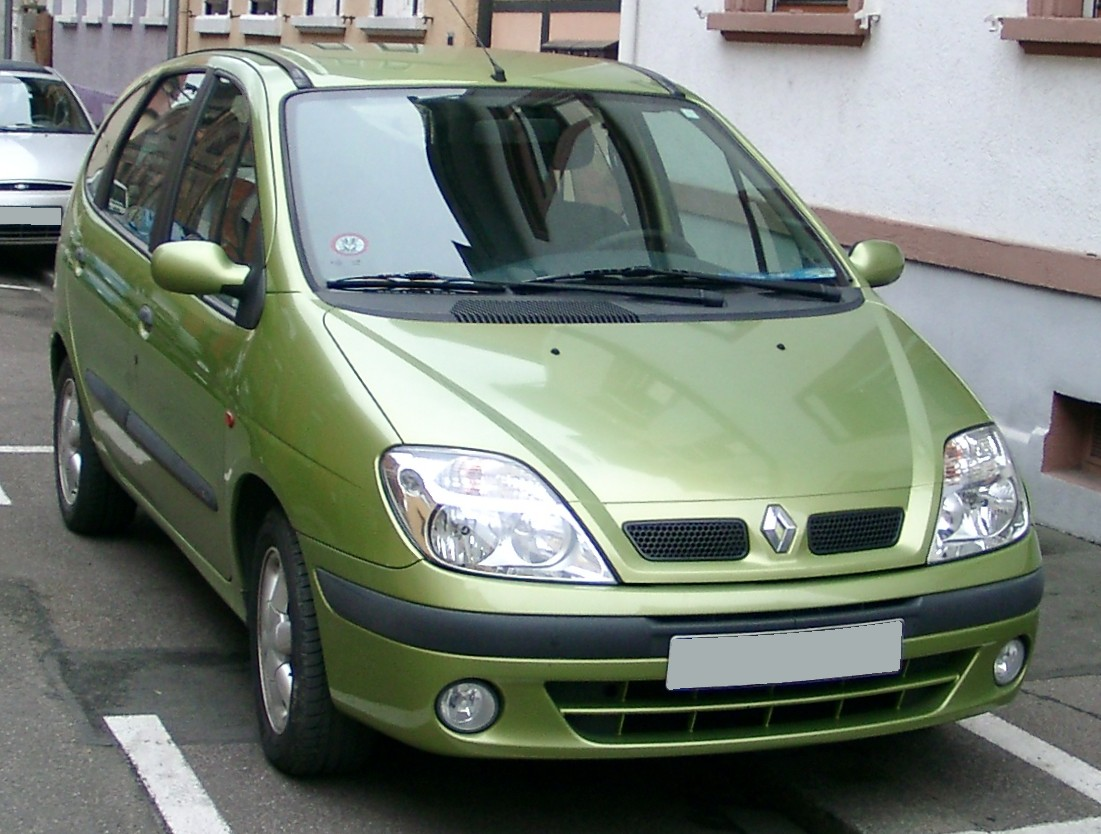
Renault Scénic I phase 2.

Reposant sur la plate-forme technique de la Mégane berline apparue un an auparavant, elle en reprend également de nombreux éléments stylistiques. Le châssis, les boites de vitesses JB et les « moteurs F » sont donc dérivés des Renault 9 et Renault 11.

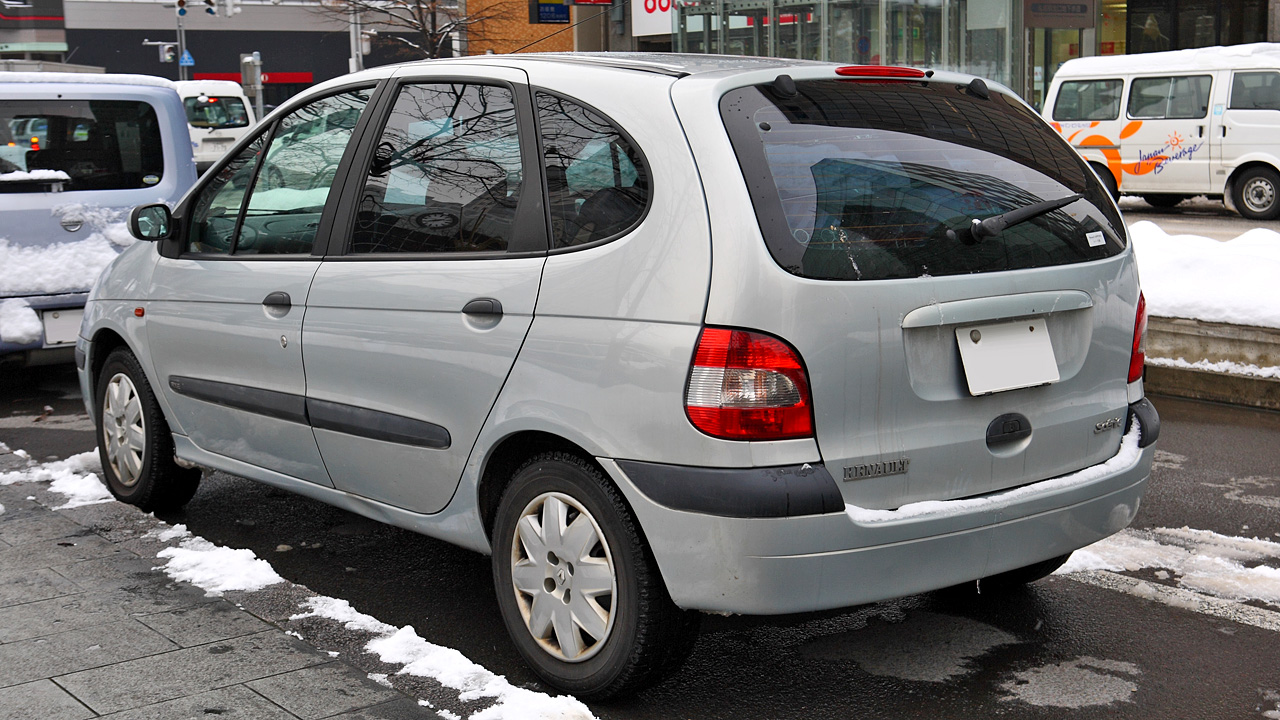
Renault Scénic I phase 2.

Malgré une longueur de 4,17 m, le Mégane Scénic évolue avec aisance et maniabilité dans un milieu urbain et ne ménage pas le confort de ses occupants grâce à des suspensions souples. En revanche, ce dernier point se révèle être un défaut en cas d'utilisation routière. S'affaissant trop et trop rapidement sur ses appuis, le Scénic engendre un important roulis de la caisse.

## Scénic RX4
En 2000, Renault présente une version Scénic destinée à se mouvoir sur tous chemins : le Scénic RX4. Il permet aux familles de s'aventurer hors des routes goudronnées sans prendre trop de risques grâce à une garde au sol surélevée et des pneus prévus pour un usage mixte goudron/terre. N'étant pas un 4 × 4 à proprement parler, ses capacités de franchissement sont tout de même très limitées. Il est commercialisé en avril 2000 en 2.0 16V, puis en dCi à partir de septembre 2000.

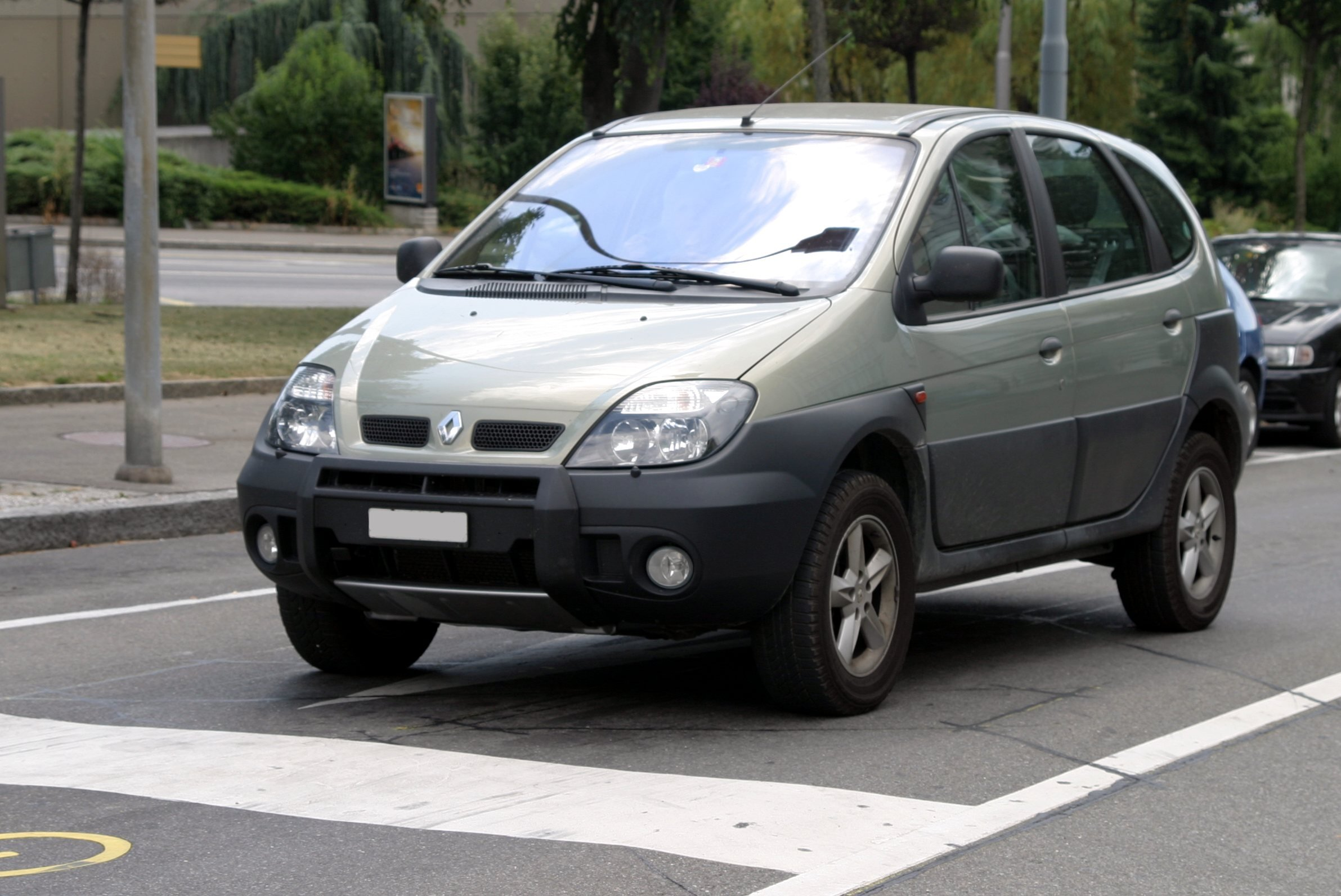
Renault Scénic RX4.

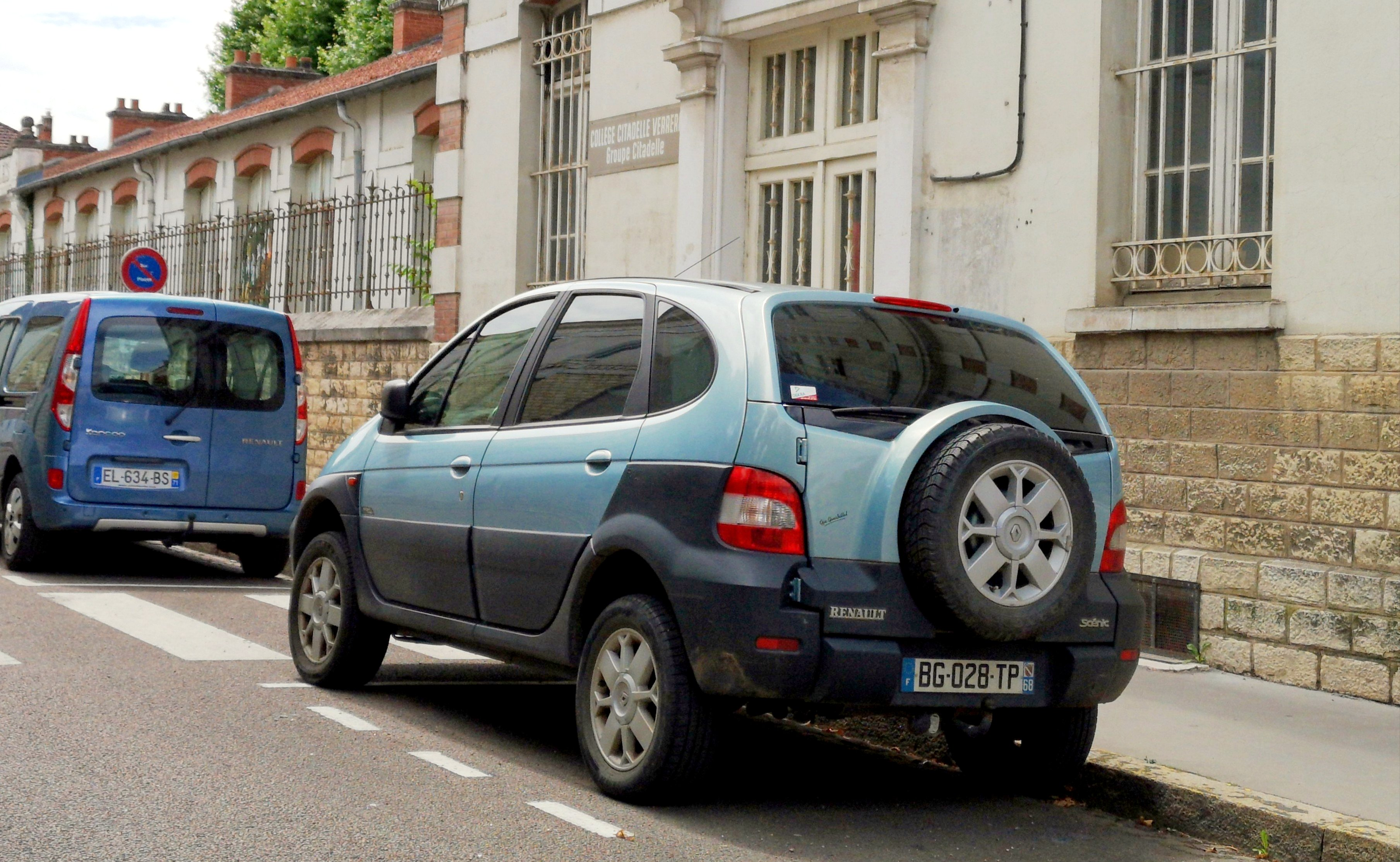
Renault Scénic RX4.

Les modifications apportées n'ont été qu'extérieure. Le Scénic RX4 est rehaussé de 12 cm et dispose de petits pare-buffles. Les ailes sont quant à elles élargies et de grandes protections latérales en matériaux composites font leur apparition. À l’arrière, il abandonne le hayon pour une demi-porte à charnières et une lunette arrière ouvrante. La roue de secours est arrimée sur ce hayon. Sur la version Pack, elle est protégée par un cache-roue.
Côté mécanique, la suspension avant est renforcée. Le train arrière à barres de torsion a été remplacé par des bras à ressorts et des amortisseurs, fixés sur un berceau galvanisé logé à la place de l'habituelle roue de secours. Ce berceau accueille également les composants spécifique au RX4 telles que le visco-coupleur pour la transmission intégrale.
Le Scénic RX4 n'a pas eu le succès escompté et sa production s'est arrêtée en décembre 2003 après avoir été produit à 40 000 exemplaires. Au début, les ventes se portent bien : en 2001, il est le 4x4 le plus vendu du marché français. Rapidement, les ventes déclinent, probablement à cause du manque de fiabilité du système et de la boîte de vitesses, fournis par l'autrichien Daimler Steyr Puch. Cette mauvaise expérience pousse Renault à ne pas renouveler l'expérience RX4 sur le Scénic II. Seul un faux-baroudeur Scénic Conquest (à deux roues motrices) sera proposé sur cette seconde génération.

## Moteurs et transmission

### Motorisations et performances
Par une généralisation des mécaniques à 16 soupapes entamée par Renault, les performances des moteurs de la Mégane Scénic I, tout comme leur souplesse, se voient grandement améliorées. Le moteur essence 1.6 L 16V de 110 ch brille ainsi par sa polyvalence tandis que les versions 1.8 L de 120 ch et 2.0 L de 140 ch assurent toujours le haut de gamme.
Le moteur Diesel 1.9 L dCi 105 à injection directe common rail, nouveau dans la gamme Renault, perd en revanche en performances et en sobriété face à son prédécesseur, le moteur dTi de 100 ch.

### Détails
|                     | 1.4 75        | 1.4 16V 95    | 1.6 90        | 1.6 16V 110    | 1.8 16V 120    | 2.0 115        | 2.0 16V 140     | 1.9 D 65      | 1.9 dT 95     | 1.9 dTi 80    | 1.9 dTi 100    | 1.9 dCi 105    |
| Dénomination Moteur | K7J           | K4J           | K7M           | K4M            | F4P            | F3R            | F4R             | F8Q           | F8QT          | F9Q           | F9Q            | F9Q            |
| ------------------- | ------------- | ------------- | ------------- | -------------- | -------------- | -------------- | --------------- | ------------- | ------------- | ------------- | -------------- | -------------- |
| Années de services  | 96 – 00       | 99 – 03       | 96 – 00       | 99 – 03        | 00 – 03        | 96 – 00        | 98 – 01         | 01 – 03       | 96 - 98       | 99 – 01       | 98 – 01        | 00 – 03        |
| Énergie             | Essence       | Essence       | Essence       | Essence        | Essence        | Essence        | Essence         | Diesel        | Diesel        | Diesel        | Diesel         | Diesel         |
| Cylindrée           | 1 397 cm3     | 1 397 cm3     | 1 598 cm3     | 1 598 cm3      | 1 783 cm3      | 1 997 cm3      | 1 997 cm3       | 1 870 cm3     | 1 870 cm3     | 1 870 cm3     | 1 870 cm3      | 1 870 cm3      |
| Puissance           | 75 ch (55 kW) | 95 ch (70 kW) | 90 ch (66 kW) | 110 ch (81 kW) | 120 ch (88 kW) | 115 ch (85 kW) | 140 ch (103 kW) | 65 ch (48 kW) | 95 ch (70 kW) | 80 ch (59 kW) | 100 ch (74 kW) | 105 ch (78 kW) |
| Consommation        | 8,3 ℓ/100 km  | 7,3 ℓ/100 km  | n.c.          | 7,6 ℓ/100 km   | n.c.           | 8,0 ℓ/100 km   | n.c.            | 8,2 ℓ/100 km  | 7,0 ℓ/100 km  | 5,9 ℓ/100 km  | 5,8 ℓ/100 km   | 6,2 ℓ/100 km   |

## International

### Iran
En 2004, le fabricant iranien Kish Khodro a lancé la Veek,, une Scénic à l'avant retravaillé (phares plus grands placés plus bas, capot plus plongeant) et dotée d'un moteur de 1 598 cm3, le K7M.
En 2005, la voiture a été rebaptisée Sinad Veek pour mieux s'intégrer au reste de la gamme du constructeur.

### Amérique latine
Le Scénic I fut fabriqué au Brésil de 1998 à juillet 2010 dans la nouvelle usine Ayrton Senna de Curitiba. Renault proposa une version avec quelques attributs stylistiques de SUV à partir de 2006, le Scénic Sportway. Celui-ci n'est pas affilié au Scénic RX4 européen.
Il a également été assemblé de décembre 2000 à mi-2004 dans une usine Nissan au Mexique, située à Cuernavaca. Il s'agissait alors de la toute première opération de production croisée entre les deux marques de l'alliance Renault-Nissan nouvellement créée.